# Goudmollen
Goudmollen (Chrysochloridae) zijn een familie van gravende zoogdieren uit de orde Afrosoricida die voorkomen in Afrika. Ze lijken veel op echte mollen (Talpidae), en nog meer op de buidelmollen (Notoryctemorphia) van Australië. De wetenschappelijke naam van de familie werd in 1825 gepubliceerd door John Edward Gray.
Ze werden vroeger vaak tot de orde Insectivora gerekend, maar verschillende genetische analyses hebben aangetoond dat de morfologische classificatie van deze placentadieren niet correct is, zodat de goudmollen nu samen met de tenreks (Tenrecidae) en otterspitsmuizen (Potamogalidae) in de orde Afrosoricida worden geplaatst.

## Eigenschappen
Goudmollen leven grotendeels ondergronds en hebben korte poten met sterke klauwen aan de voorpoten (graafhand) en een dichte vacht. De ogen en oren zijn rudimentair. De schouders zijn gespierd. Goudmollen hebben geen vijfde vinger aan hun graafhand, de eerste en vierde zijn klein en de derde is sterk vergroot. De achterpoten hebben vijf tenen. Tussen de tenen zitten "zwemvliezen" om aarde weg te werken. Goudmollen worden 8 tot 20 cm lang.
Goudmollen behouden het primitieve vermogen om hun warmbloedigheid "uit te zetten" als ze niet actief zijn; daarmee sparen ze veel energie. Ze planten zich langzaam voort en hebben zeer efficiënte nieren, zodat veel soorten geen water hoeven te drinken.

## Taxonomie
De familie omvat de volgende geslachten en soorten:
- Onderfamilie Chrysochlorinae
  - Geslacht Carpitalpa
    - Carpitalpa arendsi

  - Geslacht Chlorotalpa
    - Chlorotalpa duthieae
    - Chlorotalpa sclateri

  - Geslacht Chrysochloris
    - Kaapse goudmol (Chrysochloris asiatica)
    - Chrysochloris stuhlmanni
    - Visagies goudmol (Chrysochloris visagiei)

  - Geslacht Chrysospalax
    - Reuzengoudmol (Chrysospalax trevelyani)
    - Chrysospalax villosus

  - Geslacht Cryptochloris
    - Wintongoudmol (Cryptochloris wintoni)
    - Van Zijls goudmol (Cryptochloris zyli)

  - Geslacht Eremitalpa
    - Woestijngoudmol (Eremitalpa granti)
- Onderfamilie Amblysominae
  - Geslacht Amblysomus
    - Amblysomus corriae
    - Kopermol (Amblysomus hottentotus)
    - Amblysomus marleyi
    - Amblysomus robustus
    - Amblysomus septentrionalis

  - Geslacht Calcochloris
    - Calcochloris obtusirostris

  - Geslacht Huetia
    - Huetia leucorhina
    - Somalische goudmol (Huetia tytonis)

  - Geslacht Neamblysomus
    - Neamblysomus gunningi
    - Juliana's kopermol (Neamblysomus julianae)